# Steel Curtain (Kennywood)
Steel Curtain in Kennywood (West Mifflin, Pennsylvania, USA) ist eine Stahlachterbahn des Herstellers S&S – Sansei Technologies, die am 13. Juli 2019 eröffnet wurde. Zum Zeitpunkt ihrer Eröffnung war sie mit acht Inversionen die Achterbahn mit den meisten Inversionen in den USA. Sie befindet sich an der Stelle, an der vorher die Wildwasserbahn stand. Seit dem 26. Juli 2023 ist Bahn außer Betrieb.
Die Thematisierung der Bahn bezieht sich auf die Pittsburgh Steelers und ist in den neuen Themenbereich Steelers Country eingebettet. Der Name basiert auf einer Verteidigungslinie der Pittsburgh Steelers aus den 1970er Jahren.

## Die Fahrt
Die 1219,2 m lange Strecke erreicht eine Höhe von 67,1 m und verfügt über acht Inversionen: einen Drachen-Fire-ähnlichen Dive Drop, einer Banana-Roll, einer Sea-Serpent-Roll, die aus zwei Inversionen besteht, einem Dive-Loop, einem Zero-g-Stall, einem Korkenzieher und einem Cutback.

## Züge
Steel Curtain verfügt über zwei Züge mit jeweils sechs Wagen. In jedem Wagen können vier Personen (zwei Reihen à zwei Personen) Platz nehmen.

## Auszeichnungen
Die Bahn erhielt den Golden Ticket Award 2019 der Fachzeitschrift AmusementToday in der Rubrik Beste neue Achterbahn 2019.